# Cultura da Jordânia

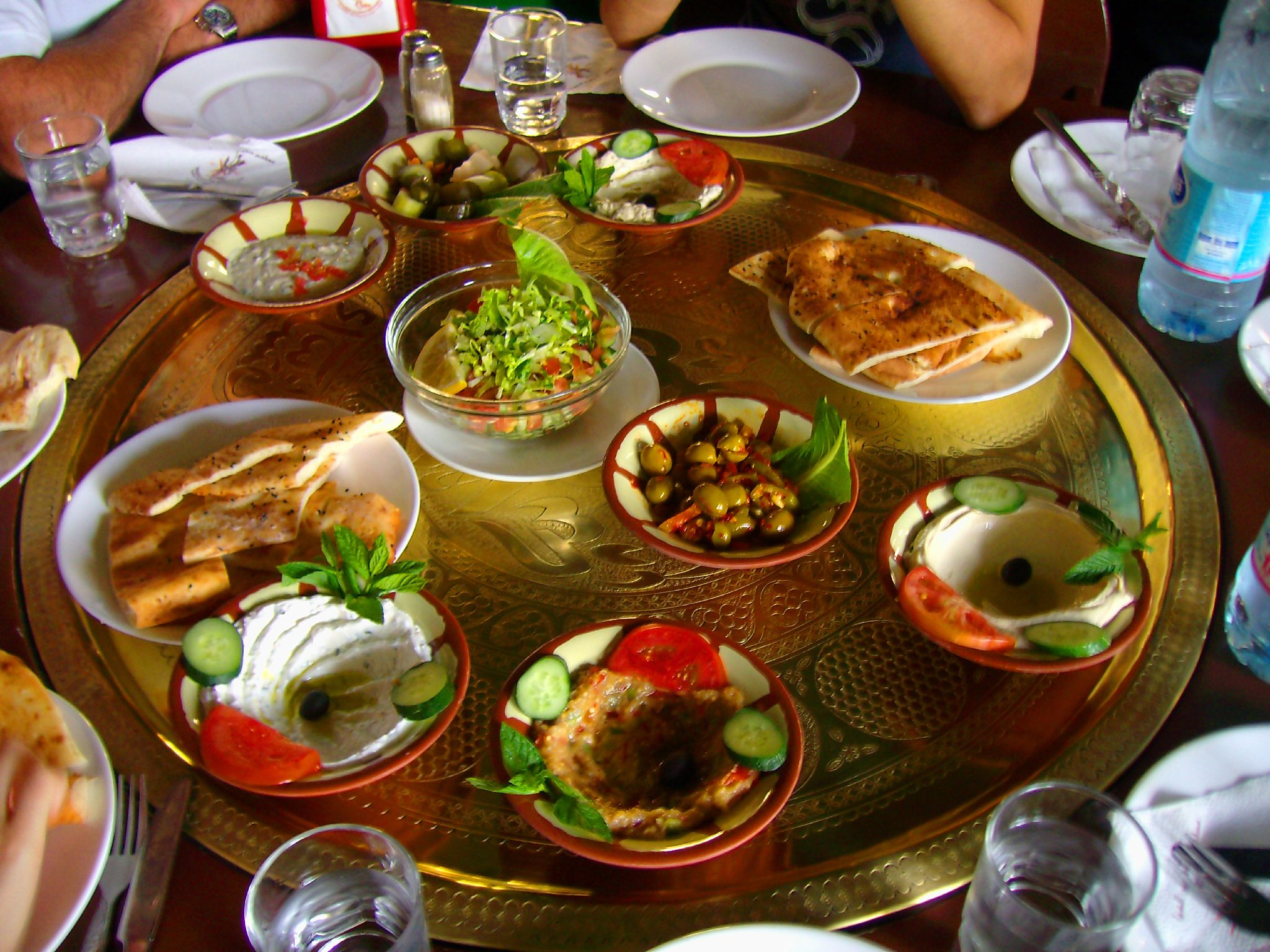
Um grande prato de mezes em Petra.

A cultura da Jordânia possui fortes elementos árabes que se manifestam em sua linguagem, valores, crenças e etnia, embora a sociedade também tenha recebido o contributo dos povos que migraram e se estabeleceram no país no passado, como os circasianos, os armênios e os chechenos, que assimilaram bem suas culturas, trazendo diversidade e riqueza. A Jordânia possui um padrão cultural diverso, com inúmeros artistas, seitas religiosas e grupos étnicos atraídos pela reputação da Jordânia de ser um lugar com mais estabilidade e tolerância.
A Jordânia virou um centro de artistas iraquianos e palestinos, que vão para o país para se exilar por causa da violência nestas regiões.

## Gastronomia

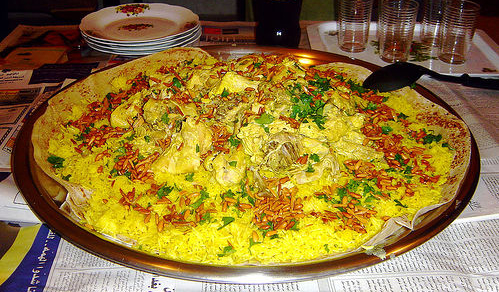
Mansaf, o prato nacional da Jordânia.

O mansaf é um prato tradicional da culinária jordaniana, tão popular que é decidido pelo povo como o prato nacional do país. Os principais ingredientes deste plato são cordeiro, arroz e um iogurte seco denominado jameed. Se trata de um prato de origem beduíno.

## Religião
O Islã é a religião oficial da Jordânia. A maioria do povo jordaniano pertence à matriz sunita, havendo também uma minoria cristã, de aproximadamente 5% da população, além de outras pequenas minorias como a seita xiita e os drusos. O país é relativamente aberto às outras religiões e desde meados da década de 1980 o governo apóia uma modalidade moderada do Islamismo, em contraposição com fanatismos religiosos que prevalecem em outros países da região.